# Graftrommel

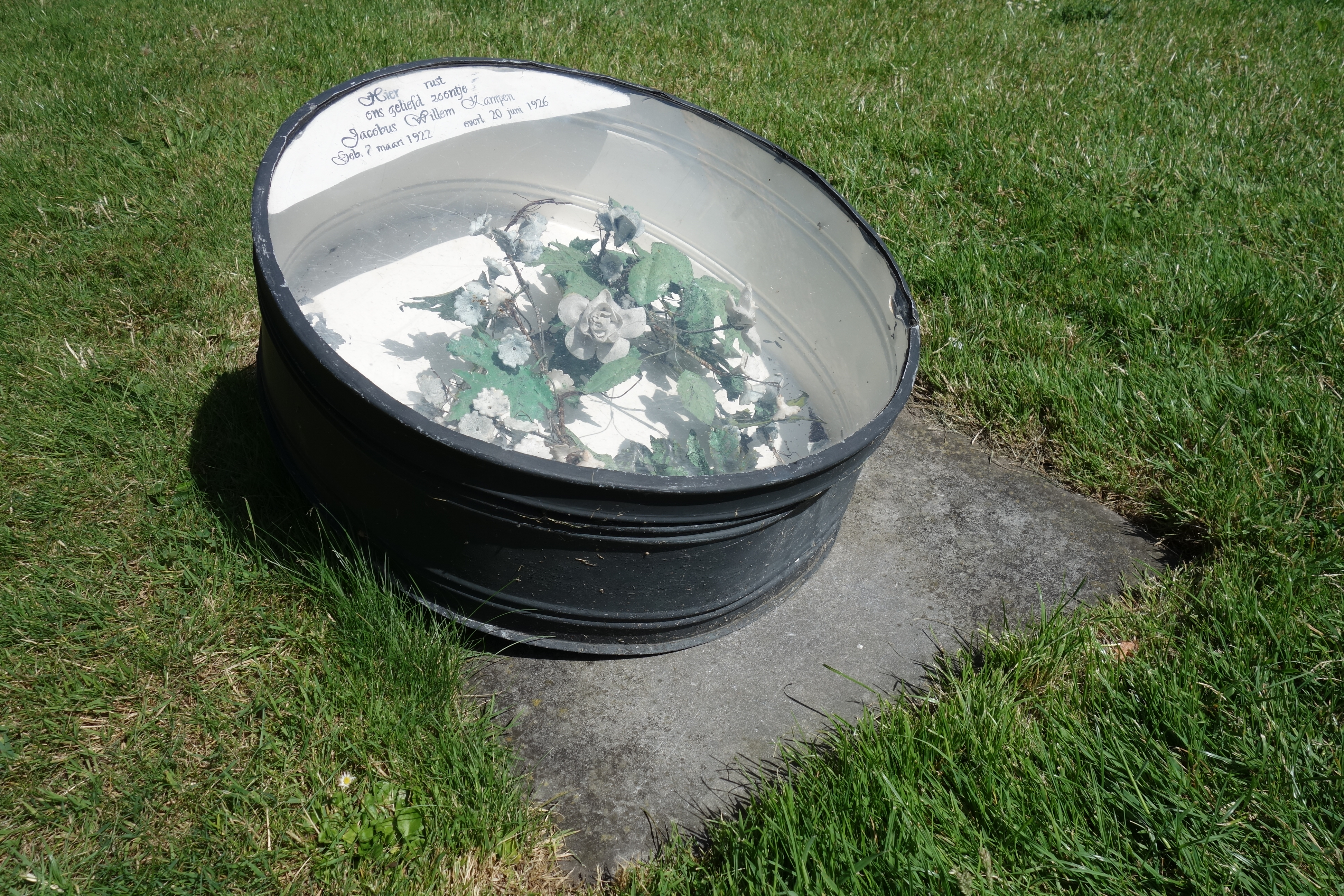
Graftrommel op de begraafplaats naast de kapel in het Zuiderzeemuseum.

Een graftrommel is een met een glasplaat afgesloten trommel die als grafgift op een graf wordt geplaatst. De trommels zijn vaak van metaal (ijzer, blik, koper, staal) maar ook exemplaren van beton en hout kwamen voor. In de trommel bevindt zich een krans met bladeren en bloemen waarvan de kleuren en symbolen vaak verwijzen naar de overleden persoon. Soms werd een graftrommel geplaatst bij wijze van grafsteen, maar vaak ook als een extra aandenken door anderen dan de familie.
De trommels werden ambachtelijk vervaardigd door een blikslager, koperslager of smid. Zoals aangegeven is de trommel meestal gevuld met een krans of tak van beschilderde zinken bladeren en bloemen van steengoed. Soms is een foto toegevoegd maar vaker is over de krans een wens aangebracht met behulp van aluminium letters die vastgezet zijn op een band. Graftrommels zijn gemiddeld 20 centimeter hoog en hebben een doorsnede die kan variëren van 10 tot 120 centimeter. Graftrommels werden in veel Europese landen vanaf circa 1870 tot ongeveer 1940 in groten getale geplaatst. Hoewel veel trommels inmiddels zijn verwijderd zijn ze toch nog wel aan te treffen. Op Nederlandse begraafplaatsen zijn er naar schatting 25.000 aanwezig geweest, in 2014 waren er daarvan nog zo'n 1.000 over.
Op de Algemene Begraafplaats van het Overijsselse Goor werden in 2007 nog ongeveer 35 exemplaren geteld. Bijna alle waren in ernstige staat van verval. Enkele vrijwilligers hebben  de restauratie ervan ter hand genomen. Op de begraafplaats zijn ze nu in een voormalige aula te bezichtigen.
Sinds 2008 worden er ook weer nieuw gemaakte graftrommels aangeboden.